# Telexfree
Telexfree é o nome fantasia utilizado pela empresa brasileira Ympactus Comercial S/A, que foi acusada de operar uma das maiores fraudes financeiras da história do Brasil segundo o Ministério da Justiça e o Ministério Público Federal.
O caso, que parece configurar um esquema de pirâmide financeira, está sob investigação, o que levou a Justiça a bloquear os bens da empresa e a determinar a suspensão das suas operações. A organização suspendeu todas suas atividades em maio de 2014 e em abril de 2014, a empresa entrou com pedido de recuperação judicial no estado de Nevada, EUA. A TelexFree teria levantado cerca de 1 bilhão de dólares pelo mundo com possíveis falsas promessas de rápido retorno financeiro.
Em abril de 2014 as empresas TelexFree, Inc. e TelexFree, LLC. declararam-se insolventes, dando início ao processo no Tribunal do Nevada. No mesmo mês ambas as empresas foram acusadas pela Comissão de Títulos e Câmbio dos Estados Unidos de fraude financeira, configurada em pirâmide ou esquema Ponzi. As atividades de divulgação de ambas as empresas encontram-se temporariamente suspensas por ordem do Tribunal de Massachusetts, continuando ativa a prestação do serviço VOIP.
Em 2014, a Telexfree foi anunciada como patrocinador oficial do clube de futebol Botafogo de Futebol e Regatas do Rio de Janeiro. O contrato acabou rescindido pelo clube em maio do mesmo ano.

## Esquema Ponzi
De acordo com as denúncias, a Telexfree teria montado um esquema Ponzi (similar ao esquema de pirâmide financeira) sob a fachada de uma provedora de telefonia via internet (VoIP), sem a autorização da Anatel, sediada no Espírito Santo. Para dar suporte às suas alegações de que se tratava de uma filial brasileira de uma exitosa companhia norte-americana de marketing multinível, a Telexfree teria utilizado uma empresa "fantasma" sediada nos Estados Unidos. Estimou-se que mais de um milhão de pessoas foram afetadas pelo golpe.
Em 13 de junho de 2013, a magistrada Thais Q. B. O. Abou Khalil emitiu a primeira decisão judicial proibindo o funcionamento do esquema em todo território nacional. Apesar de inúmeros recursos em tribunais de todo o Brasil a decisão judicial não foi revertida, e a Telexfree continuou proibida de captar novos "divulgadores", enquanto todos os recursos financeiros recolhidos e não distribuídos foram bloqueados.
O suposto fundador da Telexfree seria o norte-americano James Merrill, representado no Brasil por Carlos Costa. Entretanto, indícios apontam que os mentores do esquema seriam os brasileiros Carlos Wanzeler e Sanderley Rodrigues de Vasconcelos.
O Tribunal de Justiça do estado do Acre não concedeu o  habeas corpus preventivo a um dos sócios da empresa, Carlos Costa. O recurso pedia a garantia que ele não fosse preso se ele tivesse a prisão decretada por algum órgão judicial.

## Admissão de culpa
Em outubro de 2016, o americano James Merril, um dos donos da Telexfree, admitiu ser culpado por "fraude" e "conspiração" à Justiça de Massachusetts, de acordo com informações do jornal The Wall Street Journal. 

## Repercussão e consequências
Em julho de 2013 a Telexfree foi impedida de exercer suas funções, divulgando uma nota em seu website garantindo o ressarcimento aos investidores prejudicados, declarando ainda ter dado garantias financeiras no valor de mais de 659 milhões de reais ao Juízo da 2ª Vara Cível de Rio Branco (Acre) na tentativa de desbloquear suas contas e recomeçar as operações. Em resposta ao bloqueio das ações da empresa, houve protestos na cidade de Brasília, onde em 23 de julho um grupo de pessoas impediu as operações do Aeroporto Internacional Juscelino Kubitschek. Marcus França, um dos membros da companhia, declarou que "Não iremos voltar para a enxada como o sistema quer". O vice-presidente da Assembleia Legislativa do Acre, o deputado Moisés Diniz, anunciou a criação de um "comitê de defesa dos investidores da Telexfree" contra a promotora de Justiça Nicole Arnoldi, e também de uma possível Comissão Parlamentar de Inquérito (CPI) para averiguar o caso.
Ainda em julho, um advogado de Rondonópolis (Mato Grosso) conseguiu garantir na Justiça o direito a ter o dinheiro investido na Telexfree de volta, conforme decisão da 3ª Vara Cível daquela cidade, que determinou a devolução da quantia de 101,5 mil reais.
No final do mesmo mês, foi indeferido o nono recurso que tentava reverter a proibição ao funcionamento da empresa. E semanas depois foi negado seu décimo pedido de recurso.
A Telexfree foi multada pela Anatel por explorar serviço de telefonia Voip sem uma outorga. Segundo o seu comunicado oficial ela diz: "O provimento de Serviço de Conexão à Internet (SCI), que é um serviço de valor adicionado conforme definido no artigo 61 da Lei Geral das Telecomunicações (LGT), independentemente dos meios e tecnologias utilizados, tais como acesso discado, radiofrequência, cabo, entre outras, deverá estar associado a um serviço de telecomunicações devidamente regulamentado pela Anatel. Os serviços de telecomunicações que dão suporte ao provimento do SCI, por sua vez, só deverão ser explorados por empresas que possuam concessão, permissão ou autorização expedida pela Anatel".
A empresa posicionou-se que o programa que ela usava não utilizava serviços de operadoras de telefonia e era apenas para fazer chamadas de voz para telefones fixos e móveis e entre PCs que utilizassem o software vendidos por ela, todos eles usam conexão independentes à internet. Com isso seria um serviço agregado, sem a necessidades de autorizações para a Telexfree, apenas para as operadoras filiadas.
A empresa também não tinha a autorização da Susep para fazer contratos de seguros. As seguradoras citados em comunicados da Telexfree, não possuía competência para dar ou negar o aval a acordos entre clientes e seguradoras.
Em 21 de agosto de 2013, advogados da Telexfree ingressaram com pedido no Superior Tribunal de Justiça (STJ), em Brasília, pleiteando a extinção do processo movido pelo Ministério Público do Acre, alegando irregularidade nas investigações. Sete dias depois, a relatora, ministra Maria Isabel Galloti, da 4ª Turma, indeferiu o recurso sem exame do mérito, impondo nova derrota à Ympactus Comercial LTDA. Com esta decisão, a Telexfree segue impedida de operar em todo o território nacional. Em setembro, o Ministério Público afirmava que Telexfree e BBom tinham operações interligadas.
Um edital de ação civil pública foi lançado no estado do Acre em setembro. Este teve a validade por 20 dias.
A justiça mandou empresa pagar 176 mil reais ao ex-conselheiro do Procon em outubro de 2013.
Em 16 de maio de 2014 a Telexfree anunciou suspensão de todas as atividades, o comunicado foi feito através do site da empresa que dizia: Já que não estamos atualmente em condições de apoiar nossa rede, é possível que os clientes enfrentem interrupção ou descontinuação do serviço. Associados independentes e promotores não devem representar a Telexfree de agora em diante sem aprovação de um novo plano de compensação pela Corte de Falência."
"Uma vez que não estão atualmente em posição de apoiar a nossa rede, é provável que clientes enfrentem interrupção ou descontinuação do serviço. Associados independentes e promotores não devem representar a Telexfree daqui para frente sem aprovação de um novo plano de compensação pelo Tribunal de Falências", 

### Falência
Em 9 de outubro de 2019, a Justiça Estadual do Espírito Santo decretou a falência da Telexfree. A empresa devia aos seus credores o valor de aproximadamente 2,5 bilhões de reais.

### Logotipo

Logo do Campeonato Mundial de Badminton em 2010.

A Telexfree foi acusada de copiar o logotipo de sua empresa pela utilizada no Campeonato Mundial de Badminton realizado em 2010, criada pela empresa Taïo Design Consulting pelo artista Jérôme Risoli. As imagens são praticamente idênticas, mudando apenas as cores de um dos cinco arcos coloridos em forma de asas.
Devido a repercussão gerada pela descoberta, a TelexFree anunciou em 19 de novembro de 2013 a mudança da identidade visual.
A Rede Globo utilizou um logo semelhante no episódio de 15 de novembro de 2013 da telenovela Além do Horizonte quando a personagem Thomas tenta fazer uma operação bancária ilegal. 

## Morte da Promotora Nicole Gonzalez
A promotora Nicole Gonzalez, do Ministério Público Estadual (MPE) do Acre, morreu vítima de disparo de arma de fogo no dia 29 de novembro de 2015 em seu apartamento em Rio Branco, no condomínio Florença, próximo a Uninorte. A promotora havia atuado no caso Telexfree e, antes da sua morte, estava lotada na Promotoria de Justiça do município do Bujari. Anteriormente atuou na Promotoria de Tarauacá (2002). Segundo informações preliminares, vizinhos ouviram disparos de arma de fogo e há suspeita de suicídio. Entretanto, segundo uma moradora do condomínio, foi ouvido sons de discussão que precederam o som do disparo. A promotora morava no primeiro andar do edifício, o qual tem quatro apartamentos por andar.

## TelexFree em outros países

### Estados Unidos
A TelexFree registrou duas empresas nos Estados Unidos, com o mesmo nome. A primeira, e mais antiga, foi registrada no estado de Massachusetts, originalmente com o nome Common Cents Communications, Inc. no último dia do ano de 2002, tendo seu nome mudado para TelexFree, Inc somente em fevereiro de 2012. A segunda, mais recente, foi registrada no estado de Nevada com o nome TelexFree, LLC, em julho de 2012.
Houve muita controvérsia a respeito do local indicado pela TelexFree como sendo de sua sede, em Massachusetts. Em vídeo publicado em meados de julho de 2012, um afiliado, que já foi investigado nos EUA em 2006 por ser acusado de criar pirâmide financeira, aparece apresentando o interior de um prédio, dando a entender que todo o prédio pertenceria à Telexfree. Ademais, o website da empresa ostenta fotos de James Merril, um de seus supostos donos, posando em frente ao prédio. Diversos portais de notícias descobriram, no entanto, que o prédio abriga a empresa Regus, e que, portanto, a suposta sede não é propriedade da empresa, sendo somente um espaço virtual alugado.
A 13 de abril de 2014 a Telexfree deu início ao processo de falência no Estado do Nevada sendo, dois dias depois, em 15 de abril, acusada pela Comissão de Títulos e Câmbio dos Estados Unidos de ser uma fraude financeira em esquema Ponzi. No mesmo dia o FBI e as Forças de Segurança Interna efectuaram uma batida policial às instalações da Telexfree em Marlborough, conseguindo deter o director financeiro da empresa, Joseph H. Craft, quando este tentava abandonar as instalações sob falsa identidade com um portátil e um saco contendo cheques de caixa no valor de cerca de 38 milhões de dólares, passados à ordem da Telexfree LLC no Nevada, da mulher do co-proprietário Carlos Wanzeler, e da Telexfree Dominicana. No dia seguinte, 16 de abril, o tribunal emitiu uma ordem temporária de bloqueio aos activos das várias empresas da Telexfree, assim como dos proprietários James M. Merrill e Carlos Wanzeler, do director financeiro Joseph H. Craft, e dos divulgadores de topo Steven M. Labriola, Santiago De La Rosa, Randy N. Crosby  e Faith R. Sloan.
No início de 2017, procuradores federais dos EUA apreenderam US$ 20 milhões dentro de um colchão que seria de um brasileiro. Segundo as autoridades estadunidenses, Cléber Rene Rizério Rocha, de 28 anos, foi preso em Massachusetts, onde o montante foi descoberto. Rocha é acusado de lavagem de dinheiro no esquema multibilionário de fraudes da Telexfree que enganou 965 mil pessoas.

### Reino Unido
A Telexfree registrou, muito recentemente, uma empresa na Inglaterra, com o nome TelexFree, Ltd. A empresa foi registrada no final de agosto de 2013, e foi anunciada no site oficial como um "escritório no Reino Unido". Em pouco tempo, surgiram denúncias de que o endereço de registro da empresa era de um local residencial, e de que dezenas de outras empresas também alegam funcionar no mesmo endereço, com suspeita de que, na realidade, nenhuma funciona ali, nem a TelexFree. Em meados de setembro de 2013, o endereço do escritório do Reino Unido mostrado no website oficial mudou para um escritório virtual da Regus em Londres. Quase na mesma data, o endereço de registro da TelexFree, Ltd foi alterado para um terceiro local, que também parece ser de uma caixa postal.

### República Dominicana
A Telexfree não estava registrada na República Dominicana, mas a partir da metade de 2013, houve um aumento significativo do número de divulgadores. Embora ainda em crescimento naquele país, suas figuras-chave Carlos Wanzeler e James Merril já estiveram lá em setembro, participando de eventos promocionais.
Apesar da popularização crescente no país, a mídia local vê o negócio com ressalvas. Um economista, inclusive, afirmou que nem o tráfico de drogas, uma atividade ilegal de altíssimo risco, paga tanto quanto a Telexfree promete.

### Peru
Em 14 de dezembro de 2013, a Superintendência de Bancos e Seguros do Peru enviou um comunicado informando que a Telexfree não estava autorizada a captar dinheiro público em acordo com o artigo 11 da lei orgânica da instituição.

### Portugal
A TelexFree foi pela primeira vez referida na comunicação social portuguesa através de uma reportagem transmitida pelo programa Sexta às 9 da RTP1. O jornal Público referiu num artigo que a TelexFree e outros semelhantes esquemas em pirâmide eram populares na região da Madeira, sendo que o mesmo periódico citou a comparação que o então Presidente do Governo Regional da Madeira, Alberto João Jardim, fez do esquema à agricultura, porque ambas davam rendimento extra em tempos de crise.
Da Madeira chegaram a ser tentadas expansões do esquema para as comunidades madeirenses em Jersey (Ilhas do Canal), Venezuela e África do Sul, as quais no entanto foram impedidas pelas autoridades desses locais.
Após o colapso da TelexFree, os promotores locais do esquema passaram a promover outros esquemas, como p.ex. a Wings Network.

## Condenação
Em 16 de setembro de 2015, a Telexfree foi condenada pela Justiça do Acre a pagar 3 milhões de reais por danos morais coletivos, em virtude da confirmação do crime de pirâmide financeira. A decisão foi da 2º vara Cívil da comarca de Rio Branco.